# Huichol
Huichol är ett hotat uto-aztekiskt språk som talas i delstaterna Jalisco, Nayarit och Durango i Mexiko. Enligt Mexikos folkräkning 2010 talades språket av 44 788 människor. Språket har tre huvuddialekter.
Huichol är ett tonspråk och har grundordföljden SOV. Det skrivs med det latinska alfabetet.

## Fonologi

### Konsonanter
|             | Labial | Dental | Alveolar | Palatal | Velar        | Velar | Glottal |
| ----------- | ------ | ------ | -------- | ------- | ------------ | ----- | ------- |
| Norm.       | Labial | Dental | Alveolar | Palatal | Labialiserad |       | Glottal |
| Klusil      | p      | t      |          |         | k            | kʷ    | ʔ       |
| Frikativ    |        |        |          |         |              |       | h       |
| Affrikat    |        | ts     |          |         |              |       |         |
| Nasal       | m      |        | n        |         |              |       |         |
| Tremulant   |        | r      |          |         |              |       |         |
| Flapp       |        |        | ɾ        |         |              |       |         |
| Approximant |        |        |          | j       |              | w     |         |

Källa:

### Vokaler
|              | Främre | Central | Bakre |
| ------------ | ------ | ------- | ----- |
| Sluten       | i      | ɨ       | u     |
| Mellansluten | e      |         |       |
| Öppen        |        | a       |       |

Källa:

## Lexikon
Räkneord 1-10 på huichol:
| 1    | 2     | 3     | 4     | 5      | 6        | 7         | 8         | 9         | 10         |
| ---- | ----- | ----- | ----- | ------ | -------- | --------- | --------- | --------- | ---------- |
| xewí | huuta | haíka | naúka | auxuwí | atá xewí | atá huuta | atá haíka | atá naúca | ta mammata |